# Discalma subcurvaria
Discalma subcurvaria là một loài bướm đêm trong họ Geometridae.